# Lijst van burgemeesters van Sint-Lambrechts-Herk
Dit is een chronologische lijst van burgemeesters van de Belgische voormalige gemeente Sint-Lambrechts-Herk tot die gemeente op 1 januari 1977 fuseerde en opging in de stad Hasselt.
| periode     | naam burgemeester                            | opmerking                                                          |
| ----------- | -------------------------------------------- | ------------------------------------------------------------------ |
| 1795 - 1824 | baron Etienne-François de Stembier de Wideux |                                                                    |
| 1825 - 1867 | baron Charles de Cecil (1791-1870)           | rentenier, oudere broer van de Hasseltse politicus Julien de Cecil |
| 1868 - 1869 | Conrardus Knuts (1796-1875)                  | landbouwer                                                         |
| 1870 - 1905 | Pieter Jan Schoeps (1821-1905)               | landbouwer                                                         |
| 1906 - 1908 | Hubert Geladé                                | herbergier                                                         |
| 1909 - 1920 | Armand Auguste de Leu de Cecil (1854-1922)   | rentenier, gehuwd met de kleindochter van Charles de Cecil         |
| 1921 - 1927 | Hubert Geladé                                | herbergier                                                         |
| 1927 - 1938 | Henri Van Russelt                            | landbouwer                                                         |
| 1939 - 1947 | Pierre Greeven (1892-1969)                   | handelaar                                                          |
| ? - ?       | Arthur Stevens                               | oorlogsburgemeester                                                |
| 1947 - 1964 | Paul Poncelet (1918-2005)                    | handelaar                                                          |
| 1965 - 1970 | Jozef Kumpen (1912-2002)                     | handelaar                                                          |
| 1971 - 1976 | Désiré Jooken (1908-1976)                    | meubelfabrikant                                                    |
| 1976 - 1976 | Jozef Philippaerts                           | waarnemend burgemeester vanaf 26 juni 1976                         |